# Jezioro Głębokie (powiat gdański)
Jezioro Głębokie (kaszub. Jezoro Głãbòczé) – jezioro w woj. pomorskim, w pow. gdańskim, w gminie Przywidz, leżące na terenie Pojezierza Kaszubskiego.
Jest to przepływowe jezioro wytopiskowe.

## Dane morfometryczne
Powierzchnia zwierciadła wody według różnych źródeł wynosi od 37,5 ha do 40,3 ha.
Zwierciadło wody położone jest na wysokości 173,1 m n.p.m. lub m n.p.m. Średnia głębokość jeziora wynosi 10,2 m, natomiast głębokość maksymalna 22,0 m.
W oparciu o badania przeprowadzone w 1991 roku wody jeziora zaliczono do II klasy czystości.

## Hydronimia
Według urzędowego spisu opracowanego przez Komisję Nazw Miejscowości i Obiektów Fizjograficznych (KNMiOF) nazwa tego jeziora to Jezioro Głębokie. W różnych publikacjach i na mapach topograficznych jezioro to występuje pod nazwą Głęboczko.